# Zanda
Zanda (en tibetano: རྩ་མདའ་རྫོང, wylie: rtsa mda' rdzong, literalmente ""Lugar donde hay pasto en el curso inferior del río"", en chino: 札达县, pinyin: Zhádá xiàn) es un condado perteneciente a la Prefectura Ngari en la Región autónoma del Tíbet, República Popular China. La ciudad yace a 4000 m s. n. m. en la región Aksai Chin, una zona en disputa por India. Su área es de 24 602 km² y su población para 2010 fue de 6883 habitantes, siendo el condado menos denso del país.
En Zanda se ubica el mayor estrato terciario de bosques del mundo, se localiza a lo largo del río Langqên Zangbo (གླང་ཆེན་གཙང་པོ) cubriendo 2464 km². En 2007 fue catalogado como parque geológico nacional.

## Administración
El condado Zanda se divide en 7 pueblos que se administran en 1 poblado (sede de gobierno que es Tholing) y 6 villas:
- Poblado Tholing (托林镇)
- Villa Sarang (萨让乡)
- Villa Daba (达巴乡)
- Villa Diyag (底雅乡)
- Villa Xiang zi (香孜乡)
- Villa Qusong (曲松乡)
- Villa Chulu Songjie (楚鲁松杰乡)

## Historia
En la antigüedad lo que hoy es Zanda era el centro del reino de los Guge fundado en el siglo X y sus capitales eran localizadas en Tholing (cabecera de Zanda) y  Tsaparang
En octubre de 1956 los clanes Zanbu Rang (札布让宗) y Daba (达巴宗) se fusionaron y llaman a esta nueva administración por los caracteres iniciales de sus nombres, Clan Zanda, pero en 1959 el gobierno chino elimina la estructura de "clan" por su par de condado, y en 1960 nace el Condado Zanda.
En 2012 la aldea Chulo Songjie fue nivelada a villa quedando el Condado Zanda con la división actual.

## Economía
Debido a su gran altitud media el condado basa su economía en la agricultura y la ganadería. Los recursos minerales son principalmente cromo, cobre, hierro, cianita, pirofilita , el rubí, el mármol, la mica y arena de cuarzo. El turismo es pieza clave de la economía local.